# Crèdits
Els crèdits inventarien el conjunt de les persones que han participat en la creació d'una obra cinematogràfica i presenten els seus noms al començament o al final de la pel·lícula.

## Composició formal
La primera part dels crèdits presenta sovint els actors i precisa els personatges que encarnen, detalla igualment el conjunt del personal tècnic així com la música utilitzada.
Abans, els crèdits  apareixien al començament de la pel·lícula que acabava amb un senzill rètol  fi . Aleshores, només el nom del director i dels principals actors apareixien durant els crèdits de començament. La resta de l'equip només al final mentre el rètol fi  desapareix progressivament.
Amb els anys, els crèdits a les pel·lícules s'han fet cada vegada més llargs. És degut al creixement permanent dels pressupostos de producció i a una maduració de les tècniques de realització en el sentit d'una major professionalització i una major diversificació dels diferents oficis.
Els que intervenen en els diversos estadis de la realització i al llarg de la cadena de producció, de muntatge i de distribució són cada cop més nombrosos: actors (el nom dels figurants no apareix als crèdits més que de vegades amb regles una mica complexes i fosques), però també tècnics de tota mena - efectes especials, enllumenat, fotografia, so, decorats, maquillatge, vestuari, guions, dobles i muntadors eventuals, etc. – i gestors que han d'administrar equips cada cop més importants, coordinació, localitzacions, càstings, relacions amb la premsa, músics i mil altres oficis que graviten avui a prop o lluny al voltant del rodatge d'una pel·lícula i que contribueix cadascun a la seva mesura a fer girar la immensa maquinària del cinema.
Una regla no escrita vol que apareguin als crèdits d'una pel·lícula (a més a més dels autors, realitzadors, escenògrafs, actors i d'altres la contribució dels quals és directa, evident i immediatament recognoscible) tots aquells que la contribució ha estat significativa - ja sigui a la pantalla, ja sigui en el moment del rodatge, o en les operacions pre i post- producció, o a la realització i la distribució del producte acabat (pel·lícula i vídeo), o simplement en el funcionament global de l'equip de rodatge durant tot el temps, així com totes les societats que han participat en aquestes mateixes operacions.
D'altra banda, les informacions que apareixen als crèdits sovint són gràficament jerarquitzades (talla, amplada, majúscules, noms agrupats o aïllats, etc.) Els detalls de la presentació de la contribució de les persones físiques són de vegades precisats per contracte.

## Crèdits de començament i precrèdits
Inicialment, els crèdits de començament consistien en una presentació formal (títol, participants...). Omplien una funció explícita d'ordre administratiu (fitxa d'identitat de la pel·lícula) així com una funció implícita de demarcació temporal de la ficció: la història començava després dels crèdits de començament i s'acabava amb el rètol «fi». Progressivament, els realitzadors han transgredit les regles per tal de submergir millor l'espectador dins l'obra.
És sobretot gràcies a Saul Bass que els crèdits de començament han esdevingut una verdadera introducció a la pel·lícula, una «posada en situació de l'espectador», més que una llista de noms. Va realitzar en particular nombrosos crèdits per a Alfred Hitchcock, destacant el de Vertigo, presentant espirals giratòries, símbol a la vegada del vertigen (un dels motors de la pel·lícula) i del temps.
Llavors, alguns realitzadors van introduir un «precrèdit», és a dir una seqüència d'acció situada abans dels crèdits. Es poden citar sobretot els precrèdits de les pel·lícules de James Bond, mostrant l'heroi al final d'una missió en general sense relació amb la pel·lícula.
Certes pel·lícules no tenen crèdits de començament. És per exemple el cas d'Apocalypse Now, el títol del qual no apareix més que com un grafit tardà a la pel·lícula.
A l'estrena de Star Wars episodi IV: Una nova esperança el 1977, a George Lucas se li havien tirat a sobre els sindicats dels professionals del cinema (als quals estava afiliat), ja que els crèdits de començament no contenien els noms dels participants a la pel·lícula (els crèdits aquí són un text introduint la història, sobre fons de negre espacial). Tanmateix l'anècdota havia estat classificada sense conseqüències, ja que aquests sindicats no creien en el futur de la pel·lícula. Tres anys més tard, per a Star Wars Episodi V: L'Imperi Contraataca, aquests mateixos sindicats van tornar a la càrrega pels mateixos motius, i George Lucas va ser obligat a pagar-los una multa de diversos milions de dòlars. Llavors va haver de plegar d'aquests sindicats, per tal de no haver de canviar el seu mode de funcionament per a les pel·lícules següents.

## Crèdits finals particulars
Encara que els crèdits al final es presentin més sovint com a simples rètols o com un text desenrotllat, algunes pel·lícules en presenten no obstant això versions més originals, ja sigui incloent-hi bloopers, escenes suplementàries, o fantasiosos o extravagants.

## Crèdits notables
- Ingmar Bergman, Vargtimmen: títol enmig de la pel·lícula ;
- Artavazd Pelechian, Fin: títol ;
- Ingmar Bergman: sovint cap crèdit, només un gong ;
- Cinema experimental: no hi ha crèdits, o estan integrats a la pel·lícula, o altres variacions ;
- Kyle Cooper, director dels crèdits de Seven de David Fincher; destacar per exemple els crèdits al final que desfilen a l'inrevés respecte al sentit habitual (de dalt a baix) ;
- Peter Greenaway, The Draughtsman's Contract: crèdit interminable (aproximadament quinze minuts) ;
- Sacha Guitry, Jean-Luc Godard…: crèdits amb veus en off ;
- Jean-Pierre Jeunet: a Delicatessen, els noms són inscrits en objectes en relació amb la funció de la persona; a Le fabuleux destin d'Amélie Poulain, els crèdits ensenya imatges de tipus súper 8 posant en escena el personatge principal de nen, els gestos del qual estan en relació amb la funció de la persona citada ;
- Els Monty Python: a  Monty Python and the Holy Grail , els crèdits són un verdader deliri, amb subtítols que no tenen res a veure amb el text que desfila i una successió de deliris variats ;
- Un curtmetratge ha estat fins i tot concebut com un llarg crèdit de deu minuts: els crèdits del començament i del final s'encadenen un darrere l'altre ;
- Francis Ford Coppola, Apocalypse Now: els crèdits del final és la destrucció dels decorats filmada en infrarroig. Aquests plans no formen part del relat ;
- La Pantera rosa de Blake Edwards ofereix dibuixos animats a tall de crèdits.